# Massif du Panié
Das Massif du Panié ist der Name eines Gebirges an der Ostküste der Hauptinsel Grande Terre von Neukaledonien. Der höchste Gipfel ist der Mont Panié mit 1629 Metern. Weitere Gipfel sind der Mont Colnett (20° 31′ S, 164° 42′ O) mit 1512 Metern, der Mont Ignambi (20° 28′ S, 164° 36′ O) mit 1323 Metern und der Péja (20° 33′ S, 164° 38′ O) mit 1124 Metern.
Im Massif du Panié entspringen die Flüsse Andamé und Temélé, die auf der Westseite des Gebirges zusammenfließen und den nach Nordwesten fließenden Fluss Diahot bilden. Nach Südosten fließt dagegen der Fluss Ouaième, der südlich um das Gebirge fließt und schon nach wenigen Kilometern ins Meer mündet. Auf der Ostseite des Massif du Panié reicht das Gebirge bis nahe an die Küste heran, dort gibt es eine ganze Anzahl von Wasserfällen.